# Vytautas Černiauskas
Vytautas Gediminas Černiauskas (* 12. März 1989 in Panevėžys, Litauische SSR, Sowjetunion) ist ein litauischer Fußballtorwart.

## Karriere

### Verein
Černiauskas begann mit dem Fußballspielen in seiner Heimatstadt bei Ekranas Panevėžys. Dort kam er mit Beginn der Saison 2008 in den Kader der ersten Mannschaft. Im Laufe der Saison stieg er zur Nummer eins im Tor auf und gewann mit seinem Klub die litauische Meisterschaft. Diesen Erfolg konnte er ein Jahr später wiederholen. Bevor er dem Klub im Sommer 2010 den Rücken kehrte, konnte er mit dem Pokalsieg 2010 einen weiteren Titel gewinnen. Im Sommer 2010 wechselte Černiauskas zum FC Vaslui nach Rumänien, kommt dort aber nur selten zum Einsatz. Nach dem Wechsel vom Stammtorwart Dušan Kuciak zu Legia Warschau im Sommer 2011 wurde er in der Saison 2011/12 zur neuen Nummer eins zwischen den Pfosten. In der Winterpause verdrängte ihn Milan Borjan, der vom türkischen Klub Sivasspor ausgeliehen worden war. Im Sommer 2014 verließ er Vaslui, nachdem der Klub sich aus der Liga 1 zurückgezogen hatte. Er schloss sich dem polnischen Erstligisten Korona Kielce an. Ein Jahr später kehrte er nach Rumänien zurück, wo er bei Dinamo Bukarest anheuerte. Nach Vertragsende Ende Juni 2016 war er zwei Monate ohne Engagement, ehe ihn der zyprische Erstligist Ermis Aradippou unter Vertrag nahm. Dort konnte er sich nicht gegen Dimitris Stylianou und Edin Nuredinoski durchsetzen und kam lediglich zu zwei Einsätzen. Im Februar 2017 kehrte er dann wieder für fünf Monate nach Bukarest zurück. Anschließend war er zweieinhalb Spielzeiten beim ZSKA Sofia in Bulgarien aktiv und ging nach einjähriger Vereinslosigkeit im Januar 2021 zum lettischen Erstligisten FK RFS. Dort gewann er in der Saison 2021 das Double aus Meisterschaft und Pokal. Im Dezember 2022 verließ Černiauskas den Verein wieder mit unbekanntem Ziel.

### Nationalmannschaft
Von 2008 bis 2010 absolvierte Černiauskas insgesamt 14 Partien für diverse litauische Jugendauswahlen. Am 3. September 2014 debütierte er dann für die A-Nationalmannschaft bei einem Testspiel gegen die Vereinigten Arabischen Emirate (1:1), als er über die kompletten 90 Minuten im Tor stand. Bis 2019 bestritt Černiauskas dann noch weitere fünf Spiele für die Auswahl seines Landes.

## Erfolge
- Litauischer Meister: 2008, 2009, 2010
- Litauischer Pokalsieger: 2010
- Lettischer Meister: 2021
- Lettischer Pokalsieger: 2021